# Sonate pour piano et violon K. 547
Pour les articles homonymes, voir Sonate pour violon et piano.
Une petite Sonate pour le clavier destinée aux débutants avec un violon
La Sonate pour violon no 36 en fa majeur  K. 547 est une sonate pour violon et piano de Mozart. Composée à Vienne le 10 juillet 1788, elle est sous-titrée : « Eine kleine klavier Sonate für Anfänger mit einer Violine » (« Une petite Sonate pour le clavier destinée aux débutants avec un violon ». À la différence des précédentes sonates pour le violon, dans lesquelles cet instrument jouait un rôle égal à celui du piano, cette sonate est dominée par la partie de piano. Seule la partie de violon est d'exécution facile, alors que la partie pour le piano ne serait pas « pour des débutants ».

## Analyse de l'œuvre
La sonate se compose de trois mouvements:
1. Andantino cantabile, en fa majeur ➜ si bémol majeur (mesure 40) ➜ fa majeur (mesure 56), à , sections répétées 2 fois : mesures 1 à 8, mesures 9 à 16, mesures 40 à 47, mesures 48 à 55, mesures 65 à 84, 84 mesures - partition
2. Allegro, en fa majeur, à 
, sections répétées 2 fois : mesures 1 à 78, mesures 79 à 193, 193 mesures - partition
3. Andante à variations (6 variations), en fa majeur, à 
, (variation V : fa mineur, violin tacet), Thème et variations I à V, 16 mesures (2 sections répétées 2 fois : 1 à 8, 9 à 16), variation VI, 26 mesures - partition

- Durée d'exécution : environ 20 minutes.

Première reprise de l'Andantino cantabile:
La lecture audio n'est pas prise en charge dans votre navigateur. Vous pouvez télécharger le fichier audio.
Introduction de l'Allegro:
La lecture audio n'est pas prise en charge dans votre navigateur. Vous pouvez télécharger le fichier audio.
Première reprise du Thème:
La lecture audio n'est pas prise en charge dans votre navigateur. Vous pouvez télécharger le fichier audio.